# Harvey (Louisiana)
Harvey statisztikai település az USA Louisiana államában, Jefferson megyében. Lakosainak száma 22 236 fő (2020. április 1.).

## Népesség
A település népességének változása:

| 2010 | 20 348 |
| 2020 | 22 236 |